# Machine hydraulique

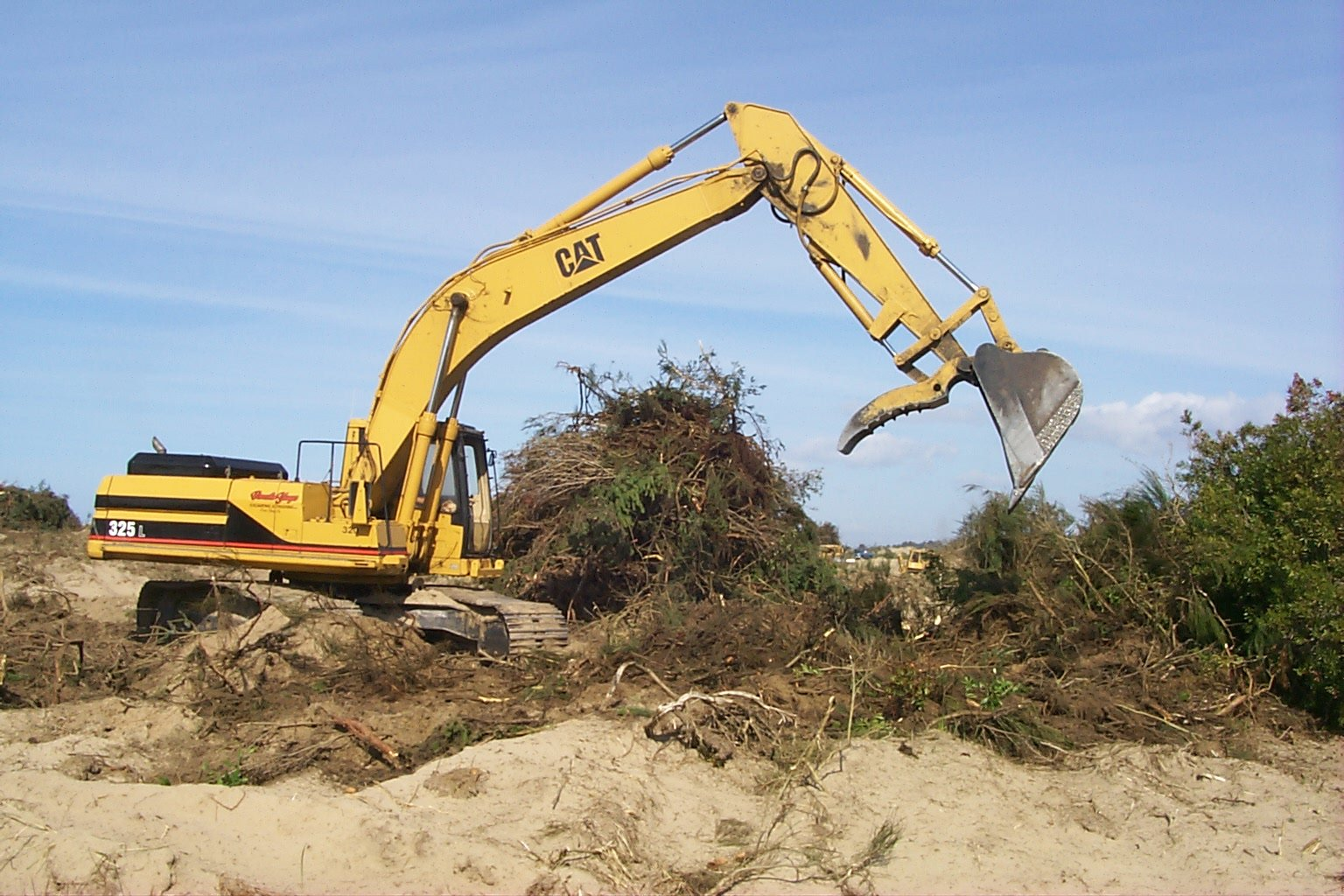
Des vérins hydrauliques sont visibles sur cette excavatrice.

Les machines hydrauliques sont des machines et outils utilisant l'énergie hydraulique pour effectuer un travail. Les engins de chantier en sont un exemple courant.
Dans ce type de machine, le fluide hydraulique est pompé et transmis à divers organes mécaniques comme des vérins ou des moteurs. Le fluide véhiculé par la pompe est contrôlé par l'opérateur, grâce à des distributeurs qui distribuent le fluide par des tiroirs disposés à l'intérieur, servant à diriger le fluide hydraulique dans des canalisations. Les passages sont sélectionnés grâce à des sélecteurs pouvant être activés par solénoïde, levier électronique, par pression d'huile/pneumatique et plusieurs autres.
L'intérêt de la transmission hydraulique, nommée « transmission hydrostatique », réside dans le rapport encombrement, poids, puissance véhiculée sans égal, ainsi que la facilité d'implantation, les arbres de transmission, cardans, poulies, etc., étant remplacés par des tubes ou flexibles hydrauliques, ainsi qu'à la grande variété d'organes mécaniques pouvant utiliser cette puissance.
Autres machines hydrauliques :
- presse hydraulique, compacteur et presse déchet, bennes à ordures, élévateur, ascenseur, quai niveleur pour camion, table élévatrice ;
- machine outil, cintreuse, toutes les machines d'usinage et de formage du métal, notamment pour industrie automobile, LRTM hydraulique, etc.

## Secteurs d'activité transport
- Engin roulant ou mobile, transports spéciaux, transports aérien secteur ferroviaire, engins agricoles et de travaux publics, etc.
- Engins de travaux publics, chargeur, pelleteuse, matériel forestier, chariot élévateur, camion.
- Manutention, levage, grue, nacelle élévatrice, matériel aéroportuaire.

## Secteurs d'activité industrie
- Sous-traitance automobile, métallurgie, sidérurgie, fonderie, machines-outils, machines spéciales, construction mécanique et tous types de constructeurs de machines et produits.
- Énergies, environnement, recyclage, traitement des déchets, usine d'incinération.
- Fluviale, naval, marine, bateau, vanne pour barrage, écluse.
- Industrie des matériaux, pétrochimie, cimenterie et matériaux de construction, béton, industrie minière, plasturgie et autres matériaux.
- Secteur papetier, carton, industrie du bois, textile et habillement.
- Agro-alimentaire, industrie sucrière, matériel de récolte, betterave, pomme de terre et autres légumes.
- Tous les autres types d'industrie ou fabrication.

Soit toute industrie ou machine qui demande une force importante (exemple : presse hydraulique).